# 普萊辛宮

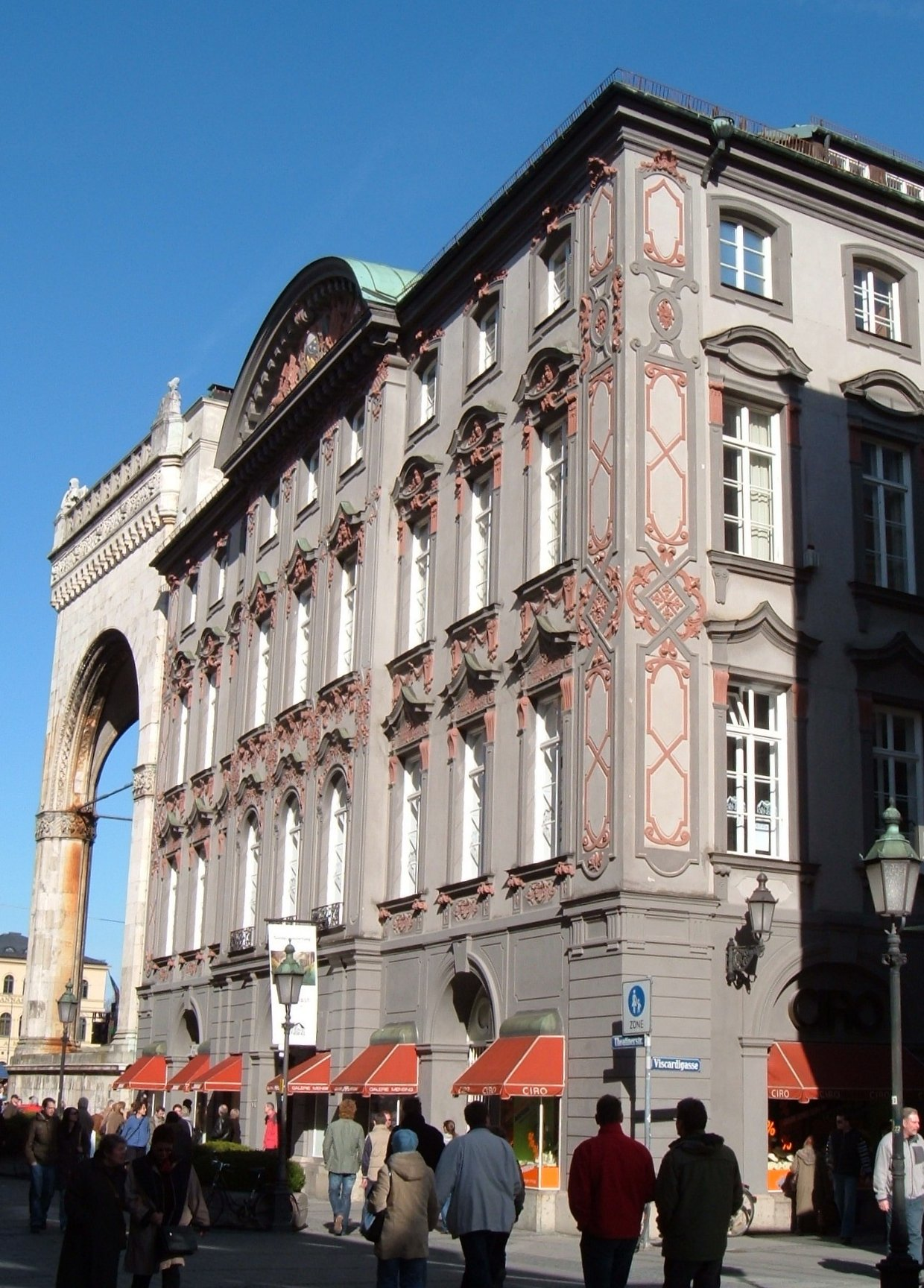
普萊辛宮

普萊辛宮（Palais Preysing）是德國巴伐利亞州首府城市慕尼黑的一座建築物，外觀為後期巴洛克風格。普萊辛宮由Joseph Effner修建於1723年至1728年期間，是慕尼黑第一座洛可可式風格的宮殿建築。自二戰之後，建築物內設有商店和辦公室。
48°08′30″N 11°34′38″E / 48.14167°N 11.57722°E